# Empresas CMPC
Empresas CMPC est une entreprise chilienne fondée en 1920, et faisant partie de l'IPSA, le principal indice boursier de la bourse de Santiago du Chili. Empresas CMPC fait partie de l'industrie papetière et opère dans cinq métiers différents: le bois, la pâte à papier, le papier, les mouchoirs et les dérivés de papier.